# Stawiam sobie pomnik
Stawiam sobie pomnik – czwarty album Daniela Kaczmarczyka, nagrywającego pod pseudonimem DKA. Całość promuje kompozycja "Wybacz", do której został nakręcony teledysk. Album składa się z dwóch krążków. Płytę drugą wypełnią bonusy i remiksy. Jednym z gości na albumie jest Doniu.

## Lista utworów
Źródło.
| CD 1: 1. Intro 2. Wybacz (by Hi-Fly) 3. Stawiam sobie pomnik (gościnnie: Agata) 4. Powiedz (by Doniu) 5. Nie jesteśmy inni (gościnnie: Agata) 6. Czas 7. Odpowiedzialność 8. Zanim zniknę (by DNA) 9. Przepraszam Was (by DNA) 10. Mam się dobrze 11. Nie pytaj 12. Kim jesteśmy (by Smitty-Trackbangas) 13. Posłuchaj tego 14. Daję Ci |  | CD 2: 1. Zanim zniknę (by Pit) 2. Gram co chcę 3. Bohaterzy 4. Powiedz (by Pit) 5. Prawdy 6. Przepraszam (by Pit) 7. Mniej więcej 8. Manifest 9. Świat już tu był 10. Pustka 11. Jeszcze jedno 12. Odpowiedzialność (by Emo) 13. Świat zgasł 14. Kim jesteśmy (by Pit) 15. W imię czego – Levy (gościnnie: DKA) 16. Bonus: Teledysk "Wybacz" |